# Psalmbok
Ordet psalmbok används i regel om officiell, av kristet samfund antagen, sångsamling. Vid tryckning tillfogas ofta en samling böner samt utdrag ur samfundets evangeliebok och kyrkohandbok.
För produktion av psalmböcker tillämpas olika tillvägagångssätt i olika samfund, men som regel tillsätts någon slags psalmboksredaktion (även kallat psalmboksutredning, psalmbokskommitté) med uppdrag att framlägga ett förslag till en beslutande instans, om en ny psalmbok.

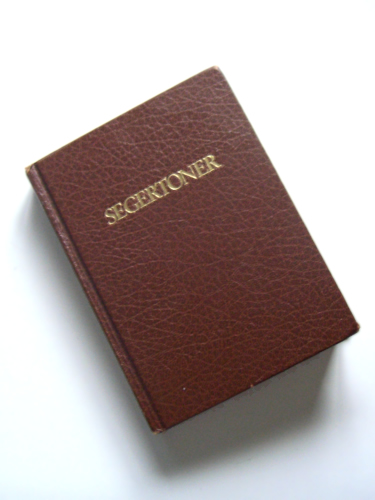
Pingströrelsens Segertoner

Psalmbok från 1697. Band av förgyllt silver täckt av filigran.

## Kristna psalm- och sångböcker

### Danmark
- Malmø Psalmbogen 1533
- Hans Thomissøns Psalmebog 1569
- Kingos Psalmebog 1699
- Flensborger-psalmebog 1717
- Pontoppidans Psalmebog 1740
- Guldbergs Psalmebog 1778
- Evangeliskkristelig Salmebog 1798
- Mynsters Tillæg til samme 1845
- Roskilde konvents Psalmebog 1855
- Dens 2 Tillæg 1873 och 1890
- Psalmebog for Kirke og Hjem 1899
- Kirkeklokkens Sange 1915
- Den sønderjydske Salmebog 1925
- Den Danske Salmebog 1953 – en reviderad utgåva med ändrad notapparat, men med samma psalmer blev auktoriserad 1988
- Den Danske Salmebog 2003

### Finland
För finskspråkiga psalmböcker, se även Virsikirja.
- Sionsharpan
- Sions Psalmer
- Svenska psalmboken under den svenska tiden (före Finska kriget).
  - Swenske Songer eller wisor 1536
  - Een Liten Psalmbok utgiven i Tyskland 1602 och utvidgad troligen 1608 av Sigfridus Aronus Forsius, som samma år utgav även ett litet koralhäfte.
  - Enchiridion eller Then Swenska Psalmboken (1622) (ej officiellt antagen men utgiven i flera upplagor).
  - "Åbopsalmboken" av Johannes Gezelius den äldre (1673)
  - 1695 års psalmbok, "Gamla psalmboken", använd i Finland till 1886, i vissa väckelsekretsar åtminstone in på 2000-talet
- Svensk psalmbok för den evangelisk-lutherska kyrkan i Finland utgiven 1886, 1943 och 1986
- Virsikirja, den finskspråkiga psalmboken
  - Den första finskspråkiga psalmboken, möjligen 1583, av Jacobus Finno
  - Yxi Wähä Suomenkielinen Wirsikirja 1605 av Hemming av Masku
  - Uusi Suomenkielinen Wirsi-Kirja Niiden Cappalden canssa, jotca siihen tulevat, den finskspråkiga versionen av 1695 års psalmbok (1701), känd som ”Vanha virsikirja” (Den gamla psalmboken), av Johannes Gezelius d.y. och sina medhjälpare Erik Cajanus m.m. , i användning i Finland till 1886, i vissa väckelsekretsar åtminstone in på 2000-talet
  - "Nya psalmboken", godkänd 1886
  - Psalmboken 1939
  - 1986 års psalmbok

### Norge
- Evangeliska sanger (Thomas Ball Barratt 1887)
- Landstads salmebog
- Landstads reviderte salmebok
- Norsk salmebok
- Nynorsk salmebok
- Syng for Herren

### Sverige och svenskspråkiga
I Sverige används ordet psalmbok främst om Svenska kyrkans officiella sångböcker, "Den svenska psalmboken", men även i många frikyrkor om sångboken Psalmer och Sånger. Metodistkyrkans huvudsångböcker hette psalmböcker även på titelbladet fram till 1986.
Sedan 1986 är de inledande 325 psalmerna gemensamma för flera av de svenska samfundens psalmböcker: Den svenska psalmboken 1986, 1986 års Cecilia-psalmbok, Psalmer och Sånger, Segertoner och Frälsningsarméns sångbok.
Lista på psalmböcker:
- Andeliga Sånger och Werser 1806, ny och förbättrad upplaga
- Andliga sånger (1930 och 1936) Finns 15 olika bibliotek
- Arrebos psaltare
- Bibeltrogna Vänners sångbok 1937
- (Blommor vid korset) 1890, 41 sånger av Britta Wik Pehrsdotter 1835-1906, utgiven på eget förlag, Delsbo
- Cantarellen1984
- Cecilia 1902
- Christelig sångbok
- Cittran
- Cymbalen1891 eller 1900
- Den svenska psalmboken
  - Swenske songer eller wisor (1526, 1530, 1531, 1536)
  - Psalmbok (1543-1544)
  - Then Swenska Psalmeboken (1549, 1562, 1567, 1572, 1582, 1586, 1589, 1594)
  - Een liten Songbook (1553)
  - Den första finskspråkiga psalmboken, möjligen 1583, av Jacobus Finno
  - Een Liten Psalmbok utgiven i Tyskland 1602 och utvidgad troligen 1608 av Sigfridus Aronus Forsius, som samma år utgav även ett litet koralhäfte.
  - Yxi Wähä Suomenkielinen Wirsikirja 1605 av Hemming av Masku
  - Någre Psalmer, Andelige Wijsor och Lofsonger
  - Enchiridion eller Then Swenska Psalmboken (1622) (ej officiellt antagen men utgiven i flera upplagor).
  - Uppsalapsalmboken 1645
  - Göteborgspsalmboken 1650
  - 1695 års psalmbok
  - Den finskspråkiga versionen av 1695 års psalmbok (1701), känd som ”Vanha virsikirja” (Den gamla psalmboken), av Johannes Gezelius d.y. och Erik Cajanus, i användning i Finland till 1886
  - 1819 års psalmbok
  - Nya psalmer 1921
  - 1937 års psalmbok
  - Psalmer för bruk vid krigsmakten 1961
  - Psalmer och visor 76/82
  - Den svenska psalmboken 1986
  - EFS-tillägget 1986 (701-800)
  - Psalmer i 90-talet
  - Verbums tillägg 2003 (701-800)
  - Ruotsin kirkon virsikirja samma psalmer på finska och numrering som i Svenska psalmboken 1986
  - Psalmer i 2000-talet
- Finlandssvenska psalmboken, se Svensk psalmbok för den evangelisk-lutherska kyrkan i Finland nedan
- Fridsbasunen
- Fridsröster 1918
- Fridstoner 1926
- Frälsningsarméns sångbok
- Förbundssånger1890
- Förbundstoner 1911 och 1957
- Församlingssångbok
- Grundtoner
- Guds lov 1935
- Halleluja 1986
- Harpoljud1886
- Hela världen sjunger
- Helgad åt Herren
- Hemlandsklockan 1907
- Hemlandssånger 1891 (Augustanasynoden 1892)
- Herde-Rösten 1892
- Herren Lever 1977
- Hjärtesånger 1895
- Jubelklangen
- Jubla i Herren
- Kom (sångbok)1905
- Kristen Lovsång
- Kyrklig sång 1916
- Kyrkovisor för barn 1960
- Kyrksång 2001
- Levande sång
- Lova Herren 1988
- Lovsånger och andeliga visor 1871
- Luthersk psalmbok
- Lutherska Konkordiekyrkans Psalmbok
- Metodistkyrkans psalmbok 1896
- Mose och lambsens wisor 1717
- Nilssons sånger
- Nordisk sång
- Nya sånger
- Några gudeliga visor
- Nöd och Nåd 1884
- Pilgrimens lof
- Pilgrims-Rösten
- Pilgrimssånger1852
  - Nya Pilgrimssånger 1892
- Pilgrimstoner (sångbok) 1871
- Psalm och Sång 1966
- Psalmer och sånger 1914
- Psalmisten & Nya Psalmisten 1880
- Samlingstoner1925
- Samvetstoner och syskonsignaler, 1923
- Segertoner 1914
- Se hur gudsvinden bär
- Sionsharpan 1927
- Sions Nya Sånger 1778 och 1859
- Sions Psalmer
- Sions Sånger[särskiljning behövs]
- Sionstoner 1915
- Sjung inför Herren
- Sjung Lovsång Alla Länder 1992
- Sjungom 1943
- Solskenssånger
- Stockholms söndagsskolförenings sångbok 1888
- Stridssånger 1884
- Svensk psalmbok för den evangelisk-lutherska kyrkan i Finland
  - Finlandssvenska psalmboken 1886
  - Finlandssvenska psalmboken 1943
  - Finlandssvenska psalmboken 1986
- Svenska Frälsningsarméns sångbok 1922
- Svenska Missionsförbundets sångbok 1894 samt 1920 och 1951
- Sångbok vid väckelsemöten med Billy Graham
- Sångböcker för söndagsskolan (samling av flera) 1873
- Sånger af Nanny 1872
- Sånger för Söndagsskolan och Hemmet
- Sånger På Helig Mark 2006
- Sånger till Herrens Lof
- Sånger till Jesu ära
- Sånger till Lammets lof 1875
- Tempeltoner
- Till Lammets Lov
- Turturdufvans röst Turturduvan 1890 ?
- Ungdomsstjärnan1901
- Vårvintersång
- Väckelse- och Lofsånger

### Tyskland
- Freudenspiegel des ewigen Lebens 1599
- Christliches Gesangbuch der Evangelisches Brüdergemeinen 1735
- Vermehrtes Kirchen- und Haus-Gesang-Buch 1750
- Mecklenburgisches Kirchen-Gesangbuch 1803
- Tønderska Psalmebogen
- Evangelisches Kirchengesangbuch
- Evangelisches Gesangbuch

### Storbritannien
- The English Hymnal with Tunes

### USA
- Ancora 1901
- Cittran 1904
- Cyber Hymnal
- Fridsröster
- The Church Hymn book 1872
- The Lutheran Hymnal (TLH), 1941

## Bildgalleri

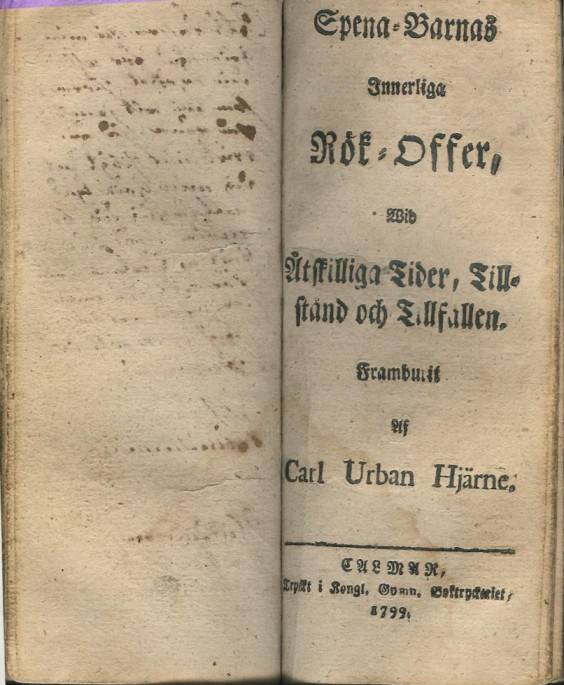
Spena-Barna
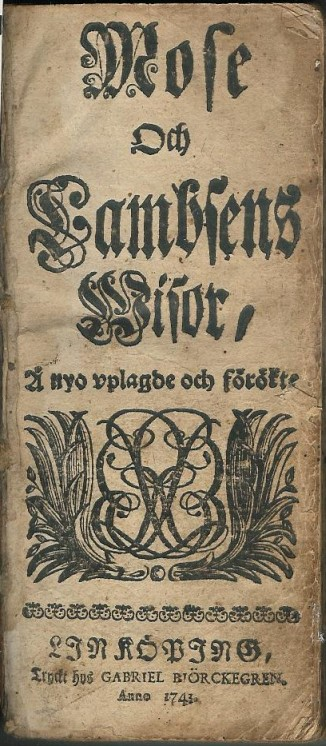
Mose och lambsens wisor
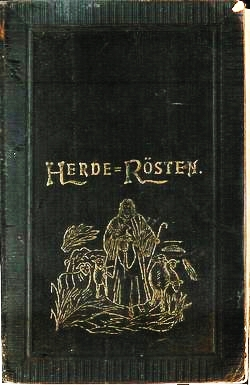
Herde-Rösten 1892
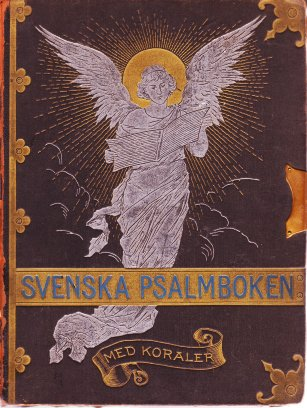
1819 års psalmbok
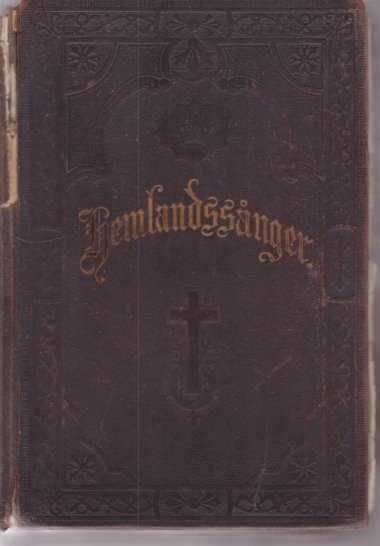
Hemlandssånger 1891